# Marquesado de Villanueva y Geltrú

Escudo de Villanueva y Geltrú, (Barcelona)..

El marquesado de Villanueva y Geltrú es un título nobiliario español creado durante el reinado de Alfonso XIII, por la reina regente María Cristina de Habsburgo Lorena, por Real Decreto de 4 de febrero de 1889 y Real Despacho de 31 de mayo de 1889, a favor de Rafaela de Torrents e Higuero, viuda de José Samá y Mota.
Este título fue concedido años antes por Alfonso XII al empresario y político vilanovense Francisco Gumá y Ferrán con motivo de la llegada del ferrocarril a dicha ciudad. Gumà con modestia rehusó el título alegando que no le gustaban las ostentaciones.
Su denominación hace referencia a la localidad de Villanueva y Geltrú, (en catalán Vilanova i la Geltrú), provincia de Barcelona.

## Marqueses de Villanueva y Geltrú
|                           | Titular                             | Periodo                  |
| Creación por Alfonso XII  | Creación por Alfonso XII            | Creación por Alfonso XII |
| ------------------------- | ----------------------------------- | ------------------------ |
| I                         | Francisco Gumá y Ferrán             | Rechazado                |
| Creación por Alfonso XIII |                                     |                          |
| I                         | Rafaela de Torrents e Higuero       | 1889-1866                |
| II                        | Salvador Samá y Sarriera            | 1909-1948                |
| III                       | Salvador Samá y Coll                | 1955-1976                |
| IV                        | Jaime Samá y Coll                   | 1978-1979                |
| V                         | María Victoria Samá y Coll          | 1981-1984                |
| VI                        | Javier de Fontcuberta y Samá        | 1984-2017                |
| VII                       | Mercedes de Fontcuberta y Carandini | 2018-actual titular      |

## Historia de los marqueses de Villanueva y Geltrú
- Rafaela de Torrents e Higuero (Villanueva de Geltrú, 8 de marzo de 1838-1866),  I marquesa de Villanueva y Geltrú[1] Era la octava hija de Joan Torrents de Papiol y Ramona Higuero Canalias.[2]

Se casó con José Samá y Mota. Le sucedió en 1909, de su hijo Salvador Samá y Torrents, II marqués de Marianao y su esposa Dolores de Sarriera y Milans, el hijo de ambos, su nieto:
- Salvador Samá y Sarriera, (Viñols, 1885-Barcelona, 31 de diciembre de 1948),[3] II marqués de Villanueva y Geltrú,[1] III marqués de Marianao,[1][4] gentilhombre grande de España con ejercicio y servidumbre del rey Alfonso XIII.

Se casó con María de las Mercedes Coll y Castell, Dama de la Reina Victoria Eugenia de España. Le sucedió su hijo:
- Salvador Samá y Coll(1911-1976), III marqués de Villanueva y Geltrú,[1] IV marqués de Marianao, grande de España.[4] Soltero. Sin descendientes. Le sucedió su hermano:

- Jaime Samá y Coll (1913-16 de diciembre de 1979), IV marqués de Villanueva y Geltrú,[1] V marqués de Marianao, grande de España.[4]  Soltero. Sin descendientes. Le sucedió su hermana:

- María Victoria Samá y Coll (1911-20 de octubre de 1992), V marquesa de Villanueva y Geltrú, VI marquesa de Marianao, grande de España,[4]   XII condesa de Solterra y XI marquesa de Santa María de Barbará (título que rehabilitó en 1984 y que perdió en 1987 por haber un tercero con mayor derecho).

Se casó el 25 de abril de 1935 con José de Fontcuberta y Casanova, IV marqués de Vilallonga. Le sucedió su hijo:
- Javier de Fontcuberta y de Samá, VI marqués de Villanueva y Geltrú. Le sucedió su hija:

- Mercedes de Fontcuberta y Carandini, VII marquesa de Villanueva y Geltrú.[5]

## Juicio al VI marqués de Villanueva y Geltrú
En abril de 2013, los medios de comunicación informaron que Javier de Fontcuberta y su mujer habían sido condenados por un delito de coacciones hacia sus vecinos.
El caso tuvo una amplia repercusión en los medios de comunicación siendo publicadas noticias también en ABC y El Periódico así como en la Web del Colectivo de Víctimas de las Armas Electrónicas.